# رنگینک سیاه
رنگینک سیاه (نام علمی: Xenopipo atronitens) نام یک گونه از سرده رنگینک‌های عجیب است.